# Usina Hidrelétrica Jatobá

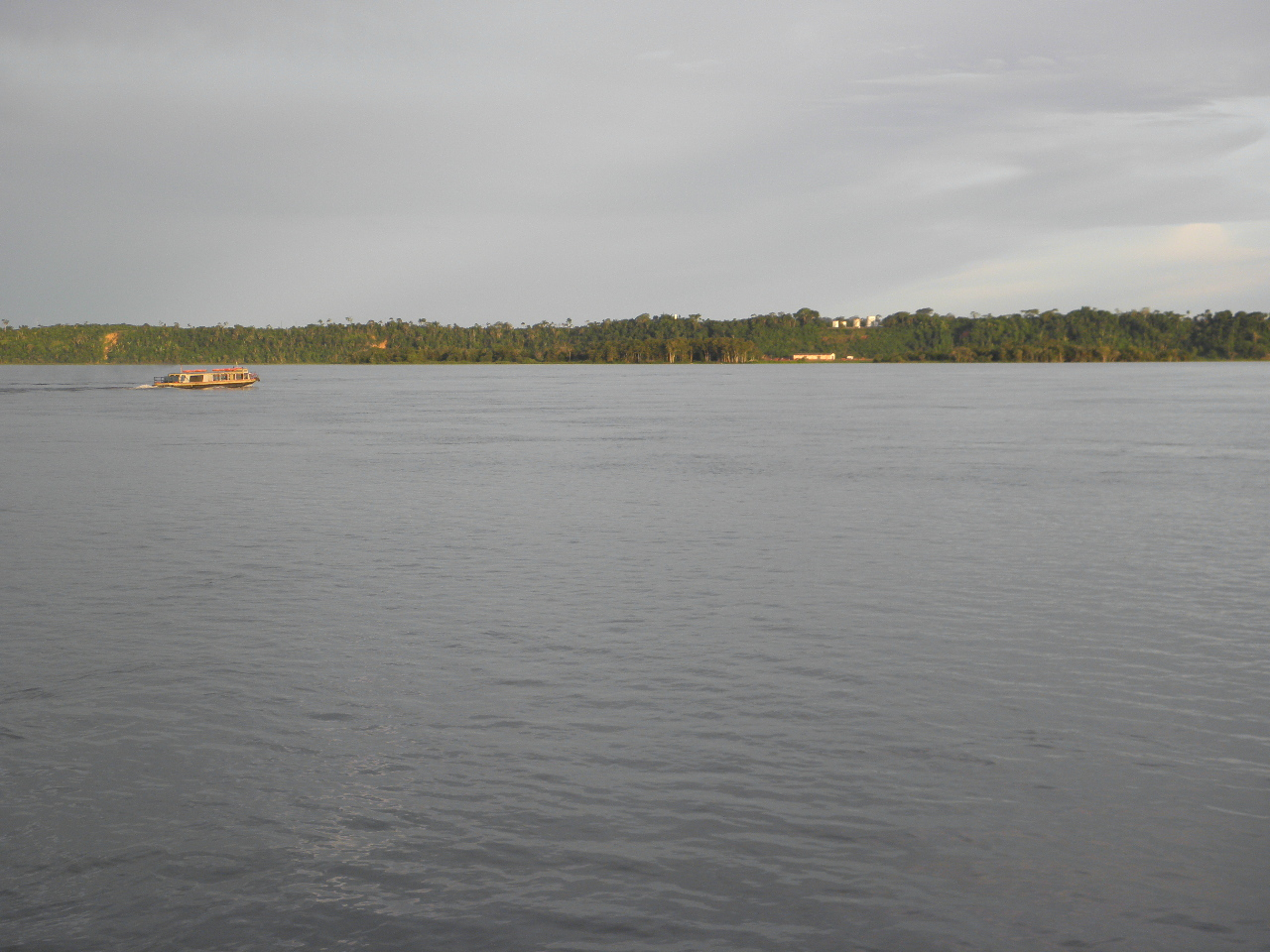
Rio Tapajos, Itaituba

A Usina Hidrelétrica Jatobá é uma usina hidrelétrica em projeto no Rio Tapajós,  no Pará. Terá capacidade instalada de 2.338 MW, quando concluída, sendo a segunda maior do Complexo do Tapajós. A licitação está programada para ser realizada no ano de 2011 e a primeira unidade de geração entrará em funcionamento em 2017.
O lago terá área de 646,3 km². A queda será de 16 metros, gerando 2.338 MW através de 40 turbinas bulbo de 59,7 MW cada. Produzirá 11.264 GW/ano.